# Alique
Alique è un comune spagnolo di 18 abitanti situato nella comunità autonoma di Castiglia-La Mancia.